# Okna (film)
Okna (wł. La finestra di fronte, 2003) – melodramat koprodukcji portugalsko-turecko-brytyjsko-włoskiej w reżyserii Ferzana Özpeteka. Film był wielokrotnie nagradzany, m.in. na MFF w Karlowych Warach.

## Fabuła
Giovanna nie była zadowolona ze swojego życia. Zarzucała mężowi brak ambicji. Zaczęła obserwować przez okno mieszkającego po drugiej stronie ulicy Lorenza. Któregoś dnia, zupełnie przypadkowo Filippo, jej mąż zaprosił do domu zagubionego starszego pana. Jego tajemnica sięgała czasów niemieckiej okupacji. W jej odkryciu pomógł jej Lorenzo.

## Nagrody i wyróżnienia
- 4 nagrody David di Donatello w następujących kategoriach: najlepszy aktor: Massimo Girotti, najlepsza aktorka: Giovanna Mezzogiorno, najlepszy scenariusz: Gianni Romoli, Tilde Corsi, Ferzan Özpetek i najlepsza muzyka: Andrea Guerra[7]
- 3 nagrody Nastro d’argento w kategoriach: najlepsza aktorka: Giovanna Mezzogiorno, najlepszy scenariusz: Gianni Romoli, Ferzan Özpetek i najlepsza piosenka: Giorgia za piosenkę „Gocce di memoria"
- Kryształowy Globus na MFF w Karlowych Warach[5]
- Golden Space Needle Award podczas Seattle International Film Festival[8]
- Golden Kinnaree Award na Bangkok International Film Festival[8]

## Obsada
Opracowano na podstawie materiału źródłowego.
| - Serra Yilmaz jako Emine - Massimo Girotti jako Davide Veroli - Raoul Bova jako Lorenzo - Maria Grazia Bon jako Sara - Ivan Bacchi jako Simone - Filippo Nigro jako Filippo - Giovanna Mezzogiorno jako Giovanna - Enrico Grassi jako Vittorio - Billo Thiernothian jako Giambo - Massimo Poggio jako Davide Giovane - Elisabeth Kaza jako Padrona Negozio - Olimpia Carlisi jako Donna Negozio | - Barbara Folchitto jako dziewczyna w domu Lorenzo - Veronica Bruni jako pracowniczka pralni - Patrizia Loreti jako pracowniczka pralni - Luciana De Falco jako Marilena - Rosaria De Cicco jako Irene - Ohame-Brancy Chibuzo jako Alessio - Carlo Daniele jako Marco - Benedetta Gargari jako Martina - Flavio Insinna jako piekarz - Maurizio Romoli jako szpieg - Serena Habtom Mehari jako Microbo |